# 100 (DC Comics)
I 10, i 100 e i 1000 sono gruppi di crimine organizzato immaginario che compaiono nei fumetti pubblicati dalla DC Comics. I 10 debuttarono in Superman n. 665 (settembre 2007) e furono creati da Kurt Busiek e Rick Leonardi. I 100 debuttarono in Superman's Girl Friend, Lois Lane n. 105 (ottobre 1970) e furono creati da Bob Kanigher. I 1000 debuttarono in Booster Gold n. 2 (marzo 1986) e furono creati da Dan Jurgens.

## Storia delle squadre

### I 10
Una storia recente in Superman n. 665 mostra che durante i primi tempi di Superman a Metropolis, ci fu una piccola organizzazione chiamata i 10, che si collegava all'Intergang. Secondo Black Lightning: Year One n. 4 (aprile 2009), questo gruppo non aveva collegamenti con i 100 ma poteva averne invece con i 1000.

### I 100
I 100, conosciuti un tempo come El Ciento, fu fondato da 71 e donne da tutta l'Europa che si riunirono tutti ad Aragona, Spagna, nel 1462, e si autonominarono El Ciento al fine di onorare i loro 29 alleati defunti. I membri sopravvissuti di El Ciento combinarono i vari metodi arcani, scientifici ed alchemici di estensione della vita così da rendersi immortali. Più avanti nel tempo, furono guidati fuori da Aragona dall'Inquisizione Spagnola, ma per allora si erano garantiti un'aspettativa di vita davvero estesa. Successivamente scoprirono che l'unico modo in cui potevano restare in vita era di possedere la terra in cui vivevano e nutrirsi della disperazione e delle emozioni negative degli abitanti umani di quella terra; impararono anche come diventare immateriali e possedere corpi umani. Anche se molti membri dei Ciento si nutrirono di sofferenza umana, alcuni di loro furono in grado di nutrirsi delle emozioni positive. L'immortale noto come Ra's al Ghul considera gli El Ciento come una minaccia ai suoi piani.
Un membro dei 100 successivamente si stabilì nel southside di Metropolis, un'area che poi sarebbe stata nota come Suicide Slum. I 100 tennero una presa salda sulla criminalità suburbana della città per anni, indulgendo in crimini come il traffico di droga e il racket. Successivamente sembrarono estendersi in tutta la nazione con branche operanti in altre città. Si fecero anche molti nemici tra gli eroi, incluse Rose & Thorn (il cui padre assassinarono), Halo (che uccisero così come uccisero i suoi genitori), e lo stesso Superman. Come 100, combatterono nemici come Black Lightning per volere del leader della sezione di Metropolis, Tobias Whale.

### Storia dei 1000
Il Direttore dei 1000 era un senatore degli Stati Uniti di nome Henry Ballard che guidò la nuova direzione e i nuovi obiettivi dell'organizzazione. Sotto il Direttore, i 100 cambiarono nome in i 1000, dove tentarono di espandersi anche nello Studio Ovale con Henry Ballard come candidato alla presidenza. Questo piano, tuttavia, fu sventato e i 1000 ridivennero i 100 ritirandosi nell'ombra. Come "1000" combatterono contro Booster Gold.

## Membri

### 100 operativi
- Cyclotronic Man — Ned Creegan, soggetto accidentale di un "raggio violaceo" sperimentale. Il raggio rese la pelle di Creegan trasparente così che l'unica cosa visibile rimase il suo scheletro, e lo caricò di elettricità. Come "Bag O´ Bones", combatté contro Batman e Robin[2]. Come uno dei 100 operativi Cyclotronic Man, cercò poi di eliminare sia Black Lightning che Superman, ma fu sconfitto[3]. In prigione, un guardiano ricurvo si rifiutò di dare a Creegan il trattamento radioattivo che il suo corpo necessitava, facendolo mutare in una potente creatura radioattiva chiamata Meltdown. Gli Outsiders aiutarono Creegan ad avere i trattamenti di cui aveva bisogno e ritornò in carcere, contento di scontare la sua pena[4].
- Joey Toledo — Un pusher.[5]. Fu successivamente ucciso da un membro della Lega degli Assassini[6].
- Johnny "Stitches" Denetto — Un boss del crimine la cui faccia fu staccata da Tobias Whale quando Denetto lavorava per lui. Salvato dall'Intergang e unitosi con loro, Desaad gli cucì una nuova faccia ricavata da umani e animali morti[7].
- Merlyn — Un arciere mercenario che fu anche membro della Lega degli Assassini[6].
- Pajamas — Un artista marziale asiatico senza nome ribattezzato "Pajamas" da Black Lightning[8].
- Steel-Fist Feeny — Francis Feeny possiede una mano destra cibernetica fatta d'acciaio[8].
- Syonide I — Il mercenario chiamato Syonide fu assunto da Tobias Whale e i 100 per catturare Black Lightning e Peter Gambi. Si suicidò dopo aver creduto di aver ucciso Black Lightning[8].
- Syonide II — Il secondo Syonide fu una donna. Prima succedette al suo predecessore come membro dei 100 e combatté contro gli Outsiders. Poi, divenne mercenaria individuale, a volte lavorando insieme a Merlyn.
- Tobias Whale — Albino super forte e duro nemico di Black Lightning. È il leader dei 100 di Metropolis[5].

### 1000 operativi
- Blackguard — Un rinforzo dei 1000 che si scontrò con Booster Gold. Thorn riuscì a salvare Booster Gold e Blackguard dall'essere uccisi dai 1000. Riformato, ora lavorava con Guy Gardner. Blackguard fu poi ucciso dal Generale Wade Eiling mentre serviva nella Suicide Squad[9].
- Chiller — Un super assassino mutaforma che quasi uccise il Presidente Ronald Reagan e l'ex Vice-Presidente George H.W. Bush per conto dei 1000[10].
- Direttore — Il Senatore Henry Ballard è il lungimirante leader dei 1000. Fu successivamente ucciso in battaglia contro Booster Gold, Blackguard, e Thorn[9].
- Dottor Shocker — Shocker servì il Direttore come interrogatore speciale. Si specializzò nell'utilizzo di un dispositivo altamente avanzato chiamato "Psi-tap" che poteva leggere e trascrivere i pensieri di una vittima[11].
- Mindancer — Un super criminale che risucchia energia mentale dagli altri e la immagazzina per usi futuri come colpi di forza psionica. Fu la seconda in comando dei 1000 dietro il Direttore. Mindancer ricomparve recentemente come evasa di prigione durante la Crisi infinita dove incrociò la strada con Kyle Rayner[9].
- Shockwave — Un agente frequente dei 1000, Arnold Pruett indossa un'armatura sofisticata che lo dota di abilità quali super forza e generazione di vibrazioni in grado di sgretolare i palazzi. Combatté in origine contro Blue Devil[12]. Shockwave si sarebbe poi battuto contro Booster Gold e Superman. Un action figure di Shockwave fu in sviluppo per la Collezione Super Powers Collection prima che la linea venisse cancellata[13].

## Altri media
- I 100 comparvero nella serie televisiva Black Lightning. Noti membri inclusero Tobias Whale, Syonide, Joey Toledo, Latavius "Lala" Johnson, e Painkiller. I 100 operarono in Freeland dove Tobias Whale li conduce dopo che gli fu passato il comando dai capi di Lady Eve e i 100 frequentano spesso un club chiamato Club 100. In più, alcuni membri del Dipartimento di Polizia di Freeland sono segretamente dalla parte dei 100.
- Richard Hertz/Blackguard appare nel film The Suicide Squad - Missione suicida, diretto da James Gunn, interpretato da Pete Davidson. In questa versione egli è un giovane e strafottente mercenario  alle prime armi che con la sua insicurezza suscita l'illarità del resto dei compagni presenti nella Squadra Suicida. Durante il viaggio verso l'isola di Corto Maltese,  appare terrorizzato dal mostruoso Weasel e viene per questo preso in giro dai veterani Capitan Boomerang e Harley Quinn. Una volta sbarcati sull'isola di Corto Maltese, sede della missione, Blackguard rivela al resto del gruppo di averli traditi informando l'esercito nemico del loro arrivo, in modo da ottenere la libertà e del denaro: egli tuttavia viene immediatamente ucciso dai militari che gli sparano in faccia violando il loro accordo. Il suo tradimento si rivelerà fatale per la squadra, dato che solo pochi membri di questo team riusciranno a sopravvivere e a continuare la missione.